# Europeisk jaguar
Europeisk jaguar, Panthera gombaszoegensis, levde för cirka 1,5 miljoner år sedan och är den äldsta kända förfadern till lejonet. De första fossilen hittades i Olivola i Italien. Senare har det även hittats fossil i England, Spanien och Nederländerna.
Den europeiska jaguaren var större än dagens jaguarer och jagade troligen större bytesdjur. Man tror att den europeiska jaguaren var ett ensamlevande kattdjur som jagade i skogen.